# 프로듀스!
프로듀스!(Produce Co., Ltd.)는 일본의 비디오 게임 회사이다. 1990년 4월 6일 아이렘의 전 직원들에 의해 설립되었으며 에닉스와 허드슨 소프트의 수많은 게임들을 개발하였다. 프로듀스!는 슈퍼 패미컴, 닌텐도 64, 플레이스테이션, PC 엔진 시스템용 게임들을 개발하였다.

## 게임
- The 7th Saga
- Aldynes: The Mission Code for Rage Crisis
- 브레인 로드
- 듀얼 히어로즈
- Googootrops
- Kaijuu Senki
- Kaikan Phrase: Datenshi Kourin
- 미스틱 아크(Mystic Ark)
- Mystic Ark: Theatre of Illusions
- 네오 봄버맨
- 파카 파카 패션(Paca Paca Passion)
- 파카 파카 패션 2
- 파카 파카 패션 스페셜
- 슈퍼 봄버맨
- 슈퍼 봄버맨 2
- 슈퍼 봄버맨 4
- 슈퍼 어드벤처 아일랜드
- Tengai Makyou: Dennou Karakuri Kakutouden